# Priapulus tuberculatospinosus
Espèce
Synonymes
- Priapulus caudatus
  var. antarcticus Michaelsen, 1889
- Priapulus fuegensis Lahille, 1899
- Priapulus tuberculatospinosus
 var. fuegensis Marelli, 1912
- Priapulus tuberculatospinosus bahiensis
 Olivier, Rapoport &, García, 1961

Priapulus tuberculatospinosus  est une espèce de vers marins de l'embranchement des Priapulida de l'océan Antarctique.